# Portal de Barcelona (Cardona)
El Portal de Barcelona o Portal de Nostra Senyora de la Pietat és un dels portals d'accés que hi havia a la muralla que envoltava la vila de Cardona.

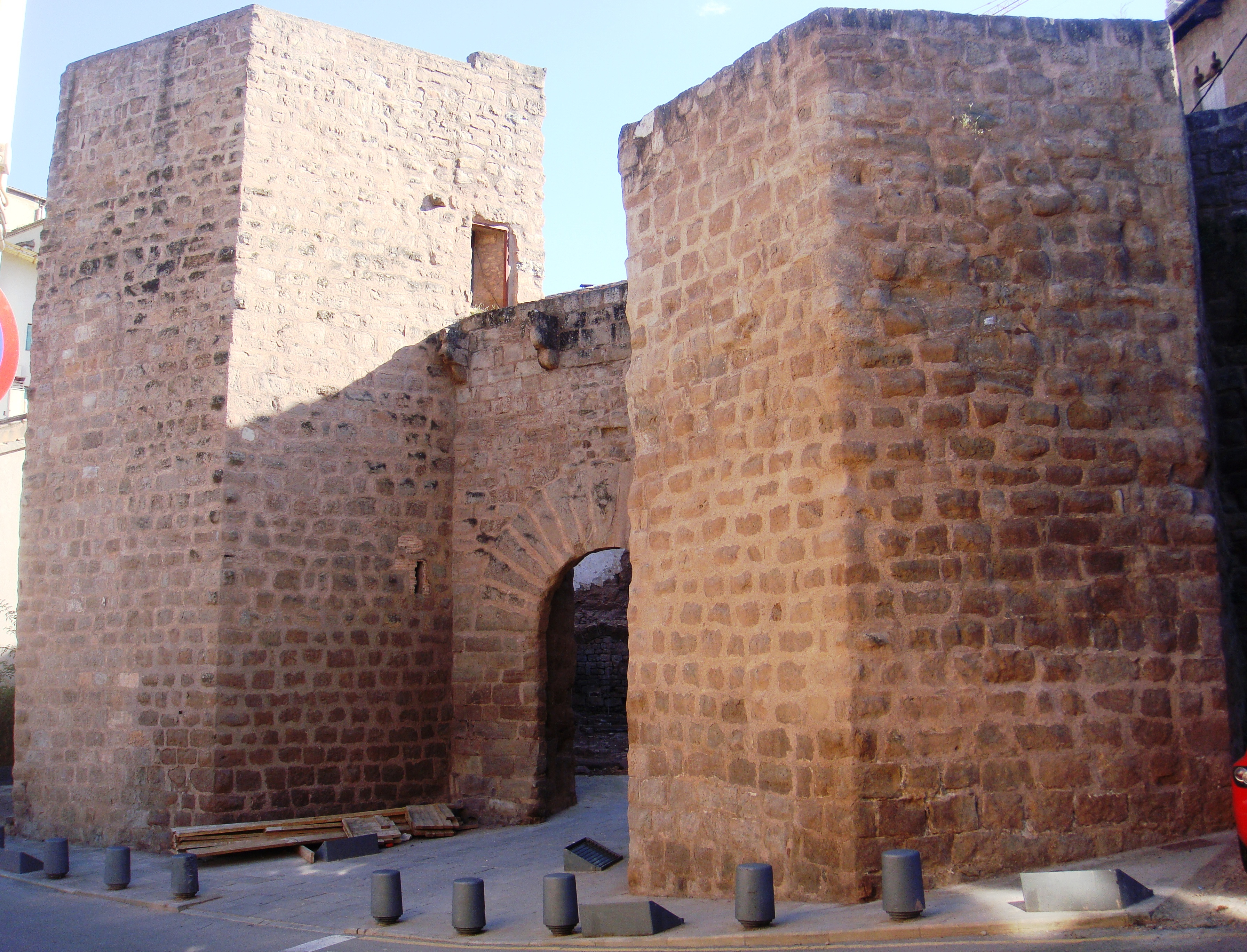
El Portal de Graells és l'únic que queda dempeus.

Dels quatre construïts (Portal de Graells o Portal de Santa Maria, Portal de Barcelona, Portal de Sant Miquel o Portal de Capdevila i Portal de Fluges o Portal d'en Fortesa o de Sant Roc) el Portal de Graells és l'únic portal d'accés a Cardona que encara resta dempeus. Alhora també existien quatre portals de menors dimensions (portalets o portelles) per permetre la comunicació amb indrets propers de la vila. Aquests portals menors foren el Portal de Fontcalda, el Portalet de la Pomalla, el Portalet del Vall i el Portalet de la Fira.

## Història
El vescomte de Cardona Ramon Folc VI va començar una àmplia reforma a les muralles del castell i de la vila, construint-se cap a la segona meitat del segle xiv i concloent-se de forma definitiva l'any 1420. Un cop closa la vila els accessos es feien a través de quatre portals majors situats segons els punts cardinals.
Situat al sud, donava entrada als camins rals que arribaven des de Manresa, Vic i Barcelona. També va rebre els noms de Portal de la Coromina i Portal de Sant Antoni degut a la seva proximitat amb el nucli proper de La Coromina i a l'advocació venerada a la capella d'aquest lloc.
La primera referència escrita que tenim d'aquesta portalada és del 1377 quan el mercader Pere d'Aguilar ordenava un llegat de 25 lliures de cera, en el seu testament, per la imatge de la Mare de Déu de la Pietat que era venerada a la façana de la primera casa, entrant a mà esquerra del portal de Barcelona.
El portal de Barcelona comptava a la seva esquerra amb una torre lateral de planta quadrangular que flanquejava la portalada. La torre i el portal eren fets amb carreus regulars i units amb morter de calç.
El Portal de Barcelona va ser enderrocat l'any 1929, arran de les obres d'eixamplament del carrer del Príncep i l'obertura del vial de circumval·lació de la vila.